# Eclipophleps xizangensis
Eclipophleps xizangensis är en insektsart som beskrevs av Liu, Jupeng 1980. Eclipophleps xizangensis ingår i släktet Eclipophleps och familjen gräshoppor. Inga underarter finns listade i Catalogue of Life.